# Cuxac-Cabardès
Cuxac-Cabardès település Franciaországban, Aude megyében. Lakosainak száma 953 fő (2022. január 1.). Cuxac-Cabardès Caudebronde, Fontiers-Cabardès, Fraisse-Cabardès, Lacombe, Laprade, Les Martys, Villardonnel és Labruguière községekkel határos.

## Népesség
A település népessége az elmúlt években az alábbi módon változott:
| Lakosok száma | 669  | 695  | 724  | 907  | 908  | 909  | 911  | 897  | 916  | 953  |
|               | 1968 | 1982 | 1990 | 2006 | 2013 | 2015 | 2017 | 2019 | 2020 | 2022 |